# Francisco Pi y Margall

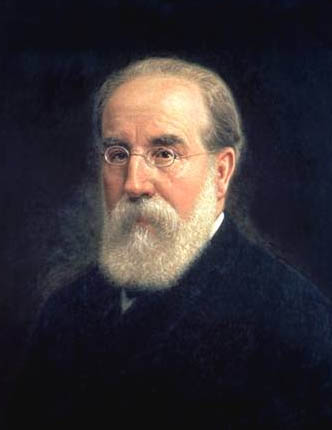
Francisco Pi y Margall.

Francisco Pi y Margall, född den 29 april 1824 i Barcelona, död den 29 november 1901 i Madrid, var en spansk politiker och författare.
Pi y Margall ingrep djupt i det politiska livet alltifrån 1866, då han emellertid på grund av sina utpräglade republikanska åsikter måste fly till Frankrike. Redan 1868 återvände Pi y Margall som cortesmedlem och var till 1874 de republikanska federalisternas ledare, inrikesminister 1873 efter Amadeus abdikation samt republikens president efter Figueras. Han försökte då att förena de olika fraktionerna av det republikanska partiet och att återställa disciplinen inom armén till bekämpande av karlistupproret och den kommunistiska autonomin i Andalusien samt bekläddes med diktatorisk makt. Pi y Margalls försök att bilda en försoningsministär misslyckades, och han trädde tillbaka för Salmerón den 18 juli 1873. Pi y Margall var åter kandidat till presidentskapet i september samma år, men besegrades av Castelar. Efter Alfons XIII:s tronbestigning levde Pi y Margall någon tid i tillbakadragenhet, men återinträdde senare i cortes som ledare för det doktrinära republikanska partiet. Under de sista levnadsåren deltog Pi y Margall endast föga aktivt i politiken. 
Som skriftställare och människa åtnjöt Pi y Margall allmän och berättigad aktning. Hans författarskap var ganska omfattande. Redan vid 18 års ålder började han utgivandet av España, Obras pintorescas et cetera, ett stort anlagt planschverk med underhållande text, varav dock endast första delen utkom. Pi y Margall fortsatte (1850) Recuerdos y bellezas de España av Piferrer, som följdes av Historia de la pintura en España (1851) och Estudios de la Edad Media, som ådrog författaren exkommunicering. Påverkad av Comte och Proudhon, började Pi y Margall sin politiska och journalistiska verksamhet, utgav La reacción y la revolutión (1854), Las nacionalidades (1877–1883), en kraftig propaganda för federalismen, samtidigt med att han arbetade på sin Historia general de América (1878), ett monumentalt, men oavslutat verk. Bland övriga arbeten av Pi y Margall märks Joyas literarias (1876), Observaciónes sobre el carácter de Don Juan Tenorio, La federatión (1880), Las luchas de nuestros días (1884), Opúsculos.